# 戈克爾嶺
72°42′S 0°12′E / 72.700°S 0.200°E
戈克爾嶺（德語：Gockelkamm）是南極洲的山嶺，位於毛德皇后地的瑪塔公主海岸，屬於斯維爾德魯普山脈的一部分，從阿倫峰延伸至努普斯科帕峰，由德國的探險隊命名，現時由南極條約體系管理。

## 外部連結
. . United States Geological Survey.   [2012-04-26].